# テルメズ
テルメズ（ラテン文字:Termez、ウズベク語: Termiz / Термиз、ロシア語: Термез、ペルシア語: ترمذ 、アラビア語: ترمذ)はウズベキスタン共和国の都市であり、スルハンダリヤ州の州都である。アフガニスタン・イスラム共和国はアムダリヤ川を隔てた向こう側である。町の名前の由来はギリシア語で「暑い所」を意味するthermosにあり、アレクサンドロス大王の東征の時代にまで遡ることができるという説がある。実際、ウズベキスタンで最も暑い都市である。イスラーム伝承学において最も重要な書物の一つ『スナン・アッ＝ティルミズィー』を著したティルミズィー（824年生）や、イスラーム法学者のアル＝ハキーム・アッ＝ティルミズィー（8世紀中葉生まれ）の出身地として知られる。後者は「ハキーム」のラカブが示すとおり諸学に秀でた人物であり、最初期のスーフィーの一人でもあった。ハキームは「テルメズの父」（Termiz Ota）と呼ばれ、テルメズには彼の名前を冠したモスクがある。

## 歴史
バクトリアの時代には既に定住があったことが認められる。クシャーナ朝の時は仏教の盛んな土地になり、仏教遺跡が多く残っている。『大唐西域記』では「呾蜜」の漢字をあてて、伽藍が十余箇所あることを伝えている。7世紀以降アラブの進入でイスラム教の中心地となった。
13世紀にモンゴルによって破壊された後、旧市街の北2マイルに新市街が作られた。ティムールの師であり哲学者であったSaid Barakaはこの町の出身であり、ティムールの治世には繁栄を極めた。
17世紀に破壊されたが、1897年にロシア帝国の要塞が造られ、歴史に再び登場する。アフガニスタン紛争ではソビエト連邦軍が駐留し、アフガニスタンへの重要な軍事地点となった。
近年では、国連などがアフガニスタンに支援物資を供給する拠点にもなっていたことがある。また、テルメズにはアフガニスタンから逃れてきた少なからずのアフガニスタン人が住んでいる。

## 気候
ケッペンの気候区分では砂漠気候に属し、夏は長く気温は40度を超えることが多い。年間降水量も156mmと少ない。
| テルメズの気候         | テルメズの気候 | テルメズの気候 | テルメズの気候 | テルメズの気候 | テルメズの気候 | テルメズの気候 | テルメズの気候 | テルメズの気候 | テルメズの気候 | テルメズの気候 | テルメズの気候 | テルメズの気候 | テルメズの気候 |
| 月                     | 1月            | 2月            | 3月            | 4月            | 5月            | 6月            | 7月            | 8月            | 9月            | 10月           | 11月           | 12月           | 年             |
| ---------------------- | -------------- | -------------- | -------------- | -------------- | -------------- | -------------- | -------------- | -------------- | -------------- | -------------- | -------------- | -------------- | -------------- |
| 最高気温記録 °C （°F） | 23.8 (74.8)    | 28.4 (83.1)    | 34.4 (93.9)    | 38.7 (101.7)   | 43.6 (110.5)   | 46.5 (115.7)   | 47.0 (116.6)   | 46.3 (115.3)   | 41.5 (106.7)   | 37.0 (98.6)    | 32.4 (90.3)    | 26.7 (80.1)    | 47.0 (116.6)   |
| 平均最高気温 °C （°F） | 10.4 (50.7)    | 13.3 (55.9)    | 18.9 (66)      | 26.6 (79.9)    | 32.8 (91)      | 38.0 (100.4)   | 39.7 (103.5)   | 38.0 (100.4)   | 32.8 (91)      | 25.8 (78.4)    | 18.8 (65.8)    | 12.1 (53.8)    | 25.60 (78.08)  |
| 日平均気温 °C （°F）   | 4.2 (39.6)     | 6.7 (44.1)     | 12.1 (53.8)    | 18.9 (66)      | 24.6 (76.3)    | 29.1 (84.4)    | 30.5 (86.9)    | 28.4 (83.1)    | 22.8 (73)      | 16.5 (61.7)    | 10.8 (51.4)    | 5.6 (42.1)     | 17.52 (63.54)  |
| 平均最低気温 °C （°F） | −0.3 (31.5)    | 1.7 (35.1)     | 6.5 (43.7)     | 12.0 (53.6)    | 16.5 (61.7)    | 19.9 (67.8)    | 21.4 (70.5)    | 19.2 (66.6)    | 13.9 (57)      | 8.6 (47.5)     | 4.7 (40.5)     | 1.0 (33.8)     | 10.43 (50.77)  |
| 最低気温記録 °C （°F） | −19.7 (−3.5)   | −17.5 (0.5)    | −7.9 (17.8)    | −2 (28)        | −0.1 (31.8)    | 11.4 (52.5)    | 12.9 (55.2)    | 9.3 (48.7)     | 2.8 (37)       | −4.2 (24.4)    | −11 (12)       | −18.4 (−1.1)   | −19.7 (−3.5)   |
| 雨量 mm （inch）       | 24 (0.94)      | 24 (0.94)      | 36 (1.42)      | 23 (0.91)      | 9 (0.35)       | 2 (0.08)       | 0 (0)          | 0 (0)          | 2 (0.08)       | 3 (0.12)       | 12 (0.47)      | 21 (0.83)      | 156 (6.14)     |
| 平均降雨日数           | 7              | 10             | 11             | 8              | 5              | 1              | 1              | 0              | 1              | 3              | 5              | 8              | 60             |
| % 湿度                 | 77             | 71             | 66             | 57             | 45             | 36             | 36             | 38             | 45             | 53             | 65             | 76             | 55.4           |
| 出典：Погода и Климат  |                |                |                |                |                |                |                |                |                |                |                |                |                |

## 交通
アムダリヤ川が街の付近を流れており、街には中央アジア唯一の河川港がある。また、街の郊外にはアフガニスタンのハイーラターンとテルメズを結ぶアフガニスタン＝ウズベキスタン友好橋が架かっている。
街にはテルメズ空港もあり、首都タシュケントへの国内便が毎日発着している。

## 観光名所
- キルク・キズ (9-14世紀)
- テルメズ・ハン国宮殿 (11-12世紀)

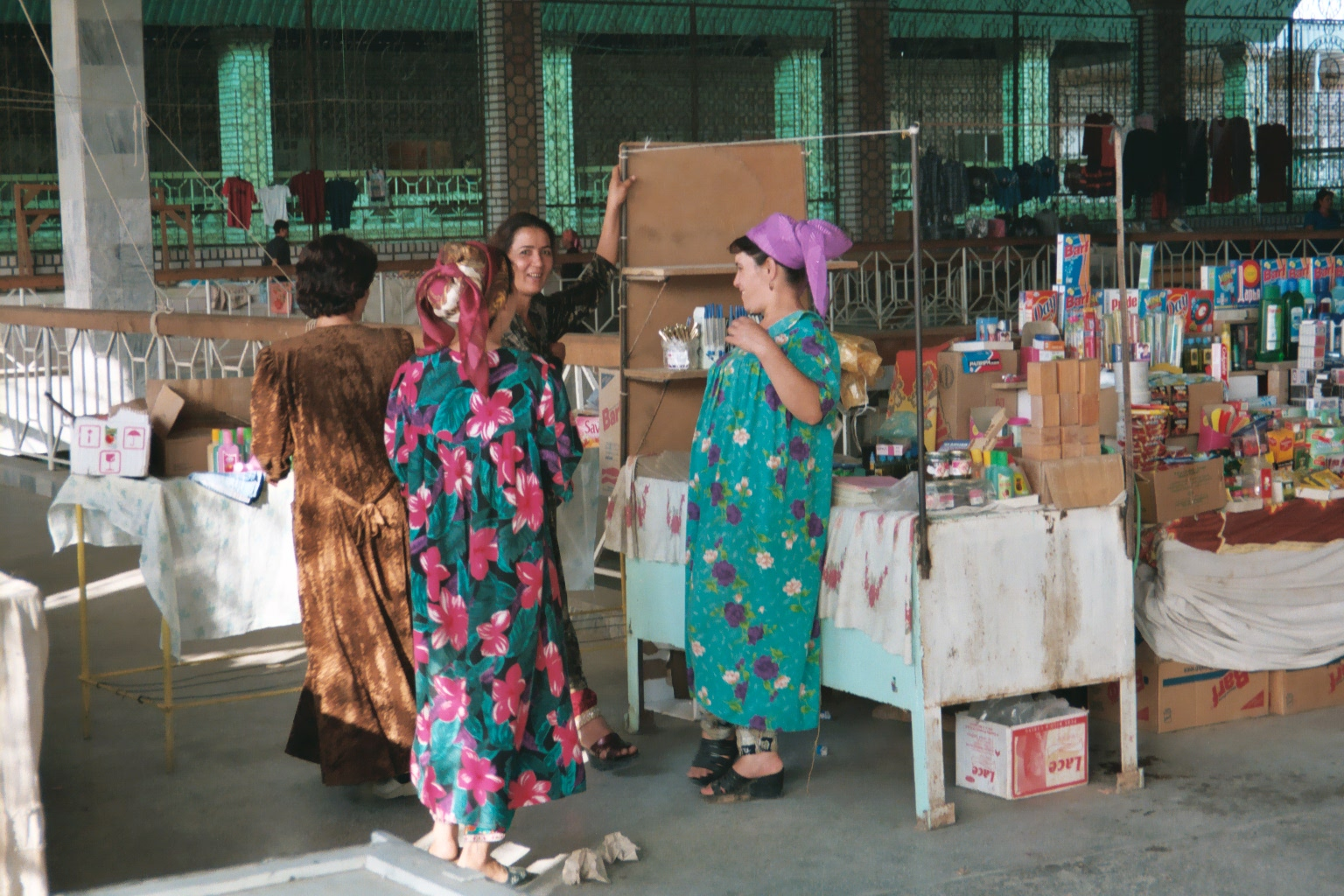
テルメズの市場

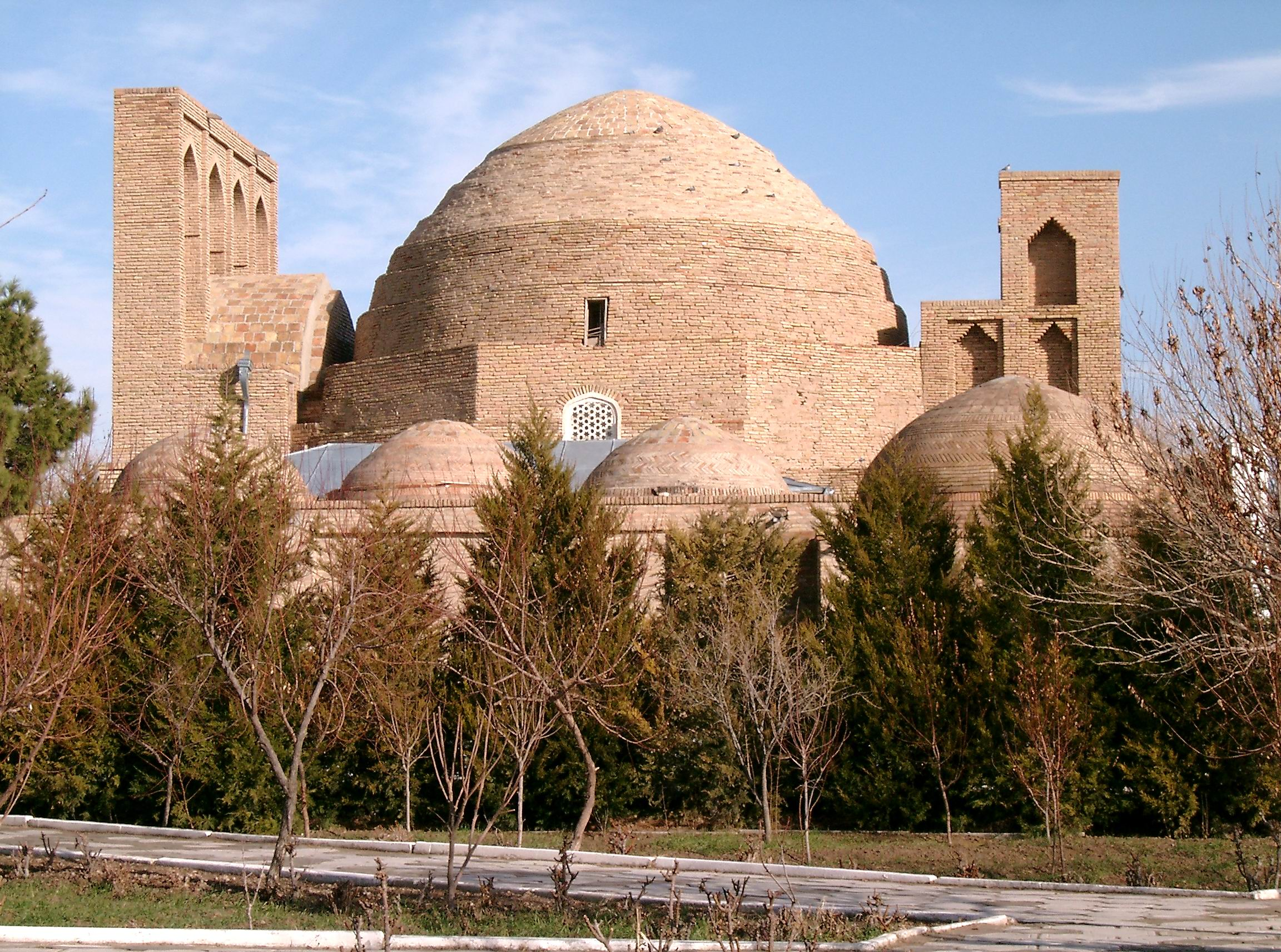
アル＝ハキーム・アッ＝テルミーズィー・モスク

- アル＝ハキーム・アッ＝テルミズィー・モスクとその付属施設（10-15世紀）
- スルターン・サアーダ・モスク（英語版、ペルシア語版） とその付属施設（10-18世紀）
- コキルドラ＝ハーナカ（Kokildora-Khanaka）の霊廟 (16世紀)[6]
- カラ・テペ遺跡の仏教寺院 (2-4世紀)
- ファヤズ・テペ遺跡の仏教寺院 (1-3世紀)
- ズールマラ塔 (1-2世紀)
- （伝承学者の）ティルミズィー廟（9世紀頃。テルメズより60km北東のシェラバードの郊外にある。

## 戦争

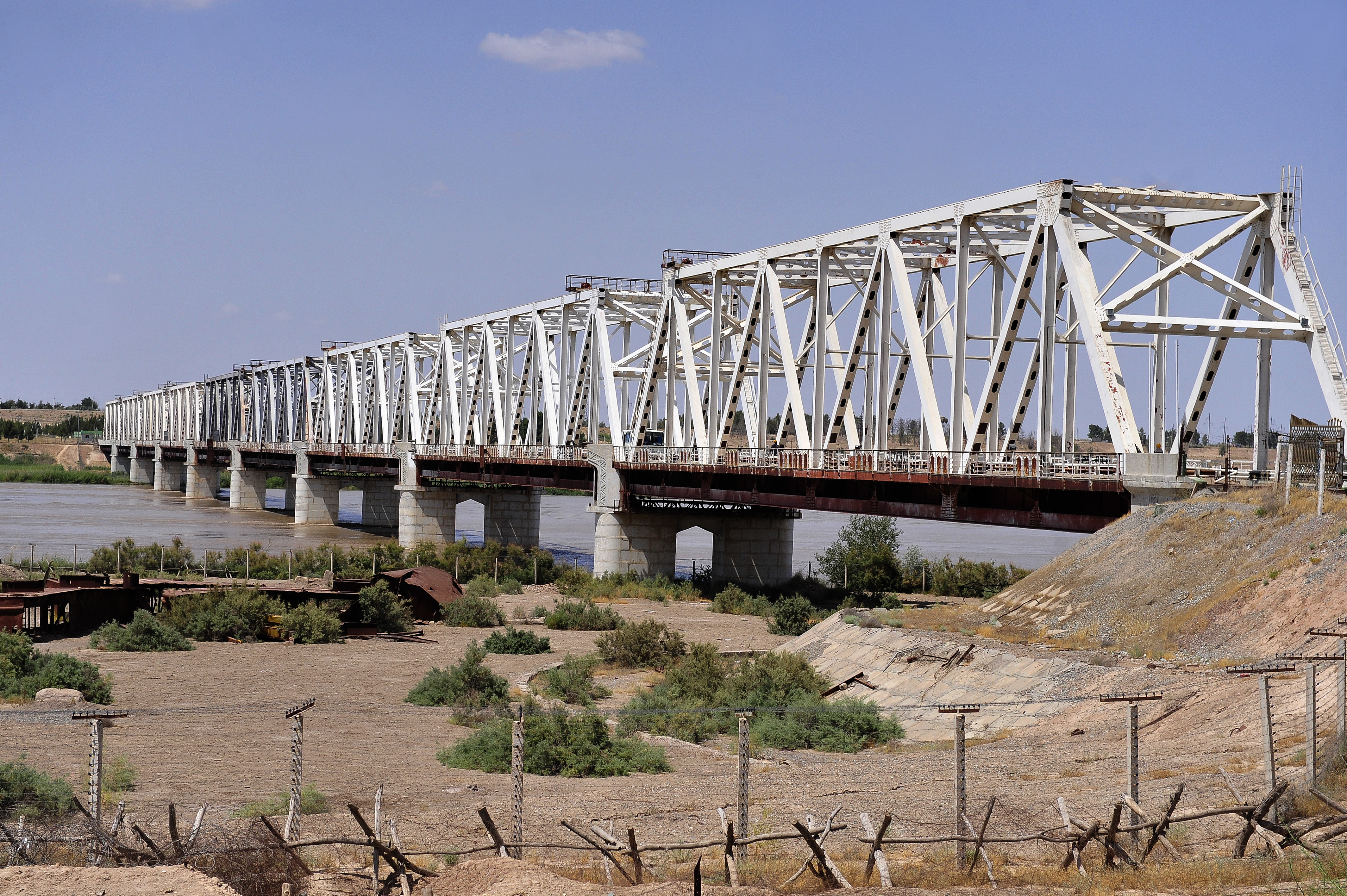
街の郊外にあるアフガニスタン＝ウズベキスタン友好橋

第二次世界大戦後もソビエト連邦軍は長きに渡ってテルメズに基地を置き、1978年から1989年までのアフガニスタン紛争では100,000人以上のソビエト連邦軍がテルメズに駐留した。その当時ソビエト連邦が使用した空軍基地は現在アフガニスタンの国際治安支援部隊と共同で作戦を展開するドイツ連邦軍やオランダ軍の駐留基地となっている。